# Shawn Yue
Shawn Yue Man-Lok (né le 13 novembre 1981) est un chanteur et acteur hongkongais. 
Au départ mannequin, Shawn Yue se fera surtout remarquer au cinéma dans des films comme La Voie du Jiang Hu ou Infernal Affairs II se faisant une place dans le cinéma de Hong Kong au fil de ses rôles.

## Filmographie
- Leaving Sorrowfully (2001)
- Infernal Affairs (2002)
- The New Option (2002)
- Just One Look (2002)
- Infernal Affairs III (2003)
- Hidden Track (2003)
- Infernal Affairs II (2003)
- Love Under the Sun (2003)
- Feel 100% (2003)
- Diva Ah-Hey (2003)
- My Lucky Star (2003)
- Super Model (2004)
- Love Is a Many Stupid Thing (2004)
- La Voie du Jiang Hu (2004)
- In-Laws, Out-Laws (2004)
- Dragon Squad (2005)
- Initial D (2005)
- Colour of the Loyalty (2005)
- Diary (2006)
- Wo Hu (2006)
- Dragon Tiger Gate (2006)
- Isabella (2006)
- McDull, the Alumni (2006)
- Distance Love (2007)
- Trivial Matters (2007)
- In Love with the Dead (2007)
- Coq de combat (2007)
- Invisible Target (2007)
- Undercover (2007)
- Love in the City (2007)
- The Moss (2008)
- RULE#1 (HKfilm) (2008)
- Playboy Cops (2008)
- Je viens avec la pluie (2009)
- Rebellion (2009)
- Hot Summer Days (2010)
- Love in a Puff (2010)
- Curse of the Deserted (2010)
- Le Règne des assassins (2010)
- The Child's Eye (2010)
- My Best Bodyguard (2010)
- Heroic Detective (2010)
- Legend of the Fist: The Return of Chen Zhen (2011)
- Golden Chicken 3 (2014)
- From Vegas to Macau 2 (2015)
- From Vegas to Macau 3 (2016)
- Clocker Scratchy : l'Honneur du Combat (2017)

## Discographie
- Private Room (2002)
- Lost And Found (2003)
- Survivor (2004)
- Whether Or Not (2005)